# Jon Hendricks

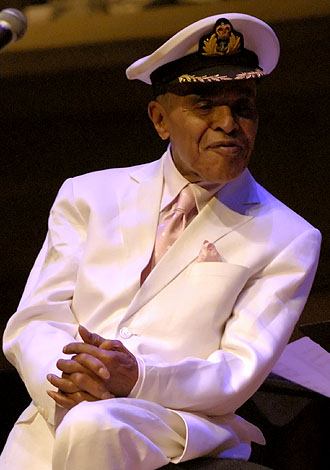
Jon Hendricks (2008)

John Carl „Jon“ Hendricks (* 16. September 1921 in Newark, Ohio; † 22. November 2017 in New York) war ein US-amerikanischer Jazz-Sänger, Dichter und Schlagzeuger. Die Zeitung The Times bezeichnete ihn als den „James Joyce des Jive“. Er war einer der Gründer der Vokalgruppe Lambert, Hendricks & Ross.

## Biographie
In Toledo (Ohio) war Jon Hendricks die ersten Male in öffentlichen Radiosendungen als Sänger zu hören. Dort sang er in den 1940er Jahren auch mit dem berühmten Jazzpianisten Art Tatum als Begleiter. In Toledo studierte er am College Literatur und anschließend Jura. Ein kurzes Treffen mit Charlie Parker, der ihn ermutigte weiter als Jazzsänger zu arbeiten, veranlasste Hendricks, seine musikalischen Pläne professionell zu verwirklichen. 1955 entwickelte er in New York mit Dave Lambert eine Gesangsvariante von Woody Hermans bekannter „Four Brother“ Saxophon-Formation und gründete mit Annie Ross das Gesangstrio Lambert, Hendricks & Ross und wird dessen Texter. In den folgenden sechs Jahren nahm das Trio neben seinen weiten Tourneen jede Menge Jazzstücke auf, wobei sie Instrumentalimprovisationen anderer Jazzmusiker und dreistimmige Chorusse mit Texten unterlegt nachsingen. Das Album Sing a Song of Basie von 1957, das aus dem Plan entstand, die Bläsersätze von Stücken der Count Basie Bigband von Sängern singen zu lassen, wurde ein großer Erfolg. Da Hendricks und Lambert (zusammen mit der als Gesangs-Coach arbeitenden Annie Ross) keine passenden Sänger fanden, versuchten sie es selbst – die Geburtsstunde ihres Trios, das von 1958 bis 1964 bestand. Annie Ross schied 1962 aus Gesundheitsgründen aus und wurde durch Yolande Bavan ersetzt.
Anschließend sang Hendricks als Solist, bis er 1968 mit seiner neu gegründeten Gruppe „Jon Hendricks and Company“, zu der nun neben Annie Ross auch Georgie Fame gehörte, in Europa und Afrika auftrat. Hendricks wohnte von 1968 bis 1973 in London und war oft als Gast im britischen Fernsehen zu sehen. Er spielte in dem britischen Film Jazz is our Religion sowie in dem französischen Film Hommage à Cole Porter (Cole Porter).
Nach seiner Zeit in Europa zog er zurück in die Vereinigten Staaten nach San Francisco und arbeitete für den San Francisco Chronicle als Jazzkritiker, aber auch als Lehrer an der California State University in Sonoma und der University of California, Berkeley. Auch in dieser Zeit nahm Hendricks weitere Platten auf, einige alleine, andere gemeinsam mit seiner Frau Judith (die im November 2015 im Alter von 78 Jahren starb) und seinen Töchtern Aria und Michele Hendricks. 1999 trat er auch wieder mit Annie Ross auf. Seine Zusammenarbeit mit Manhattan Transfer 1985 im Album Vocalese führte zu fünf Grammy-Auszeichnungen. 2003 ging er mit den „Four Brothers“ auf Tour, einem Gesangquartett, das neben ihm aus Kurt Elling, Mark Murphy und Kevin Mahogany bestand.
Der New Grove Dictionary of Jazz schrieb über Hendricks: „Er ist ein so guter Scat-Sänger und so erfahren im Imitieren von instrumentalischen Sounds, dass er mit seinen Gesangsimprovisationen die gespielten Solos seiner Mitstreiter übertrifft.“
Sein Scat-Gesang ist auch Teil des einzigen gesungenen Monk-Titels, der je auf einem von Thelonious Monks eigenen Alben erschienen ist. Dies ist allerdings nur einem Zufall zu verdanken; denn Hendricks war bei der Studioaufnahme von Underground  zufällig anwesend – und Monk bestand darauf, dass er es mit aufnahm. Leider war Hendricks an diesem Tag stimmlich nicht optimal disponiert; trotzdem war diese Aufnahme der Popularität Monks durchaus zuträglich.

## Zusammenarbeit
Im Laufe seiner Karriere arbeitete Jon Hendricks mit vielen Jazzgrößen zusammen: Cannonball Adderley, Count Basie, Dizzy Gillespie, Art Blakey, Buck Clayton, Henry Grimes, Miles Davis, Thelonious Monk, Wes Montgomery, Wynton Marsalis, Bobby McFerrin.

## Auszeichnungen
- 1985 – fünf Grammy Awards für sein Album Vocalese mit Manhattan Transfer
- Emmy, Iris und Peabody-Award für die Fernsehdokumentation Somewhere to Lay My Weary Head
- Sein Bühnenstück Evolution of the Blues spielte fünf Jahre am Broadway in New York.

## Film
- 2010 – Blues March, Regie: Malte Rauch